# Vudaxipha kokabula
Vudaxipha kokabula är en insektsart som beskrevs av Otte, D. och Cowper 2007. Vudaxipha kokabula ingår i släktet Vudaxipha och familjen syrsor. Inga underarter finns listade i Catalogue of Life.